# Primera División de Islas Feroe 2021
La Primera División de Islas Feroe 2021 (conocida como Betri deildin menn por razones de patrocinio) fue la edición número 79 de la Primera División de las Islas Feroe. La temporada comenzó el 6 de marzo y terminó el 7 de noviembre.

## Sistema de competición
Los 10 equipos participantes jugaron entre sí todos contra todos tres veces totalizando 27 partidos por cada equipo. Al final de la temporada el primer clasificado garantizó un cupo para la Liga de Campeones 2022-23, mientras que el segundo y el tercero clasificado garantizaron un cupo para la Liga de Conferencia Europa de la UEFA 2022-23. Por otro lado los dos últimos clasificados descendieron a la 1. deild 2022.
Un tercer cupo para la Liga de Conferencia Europa de la UEFA 2022-23 fue asignado al campeón de la Copa de Islas Feroe.

## Equipos participantes
| Equipo      | Ciudad       | Estadio              | Capacidad |
| ----------- | ------------ | -------------------- | --------- |
| 07 Vestur   | Sandavágur   | Á Dungasandi         | 2.000     |
| B36         | Tórshavn     | Gundadalur           | 5.000     |
| B68         | Toftir       | Svangaskarð          | 1.450     |
| EB/Streymur | Streymnes    | Við Margáir          | 2.000     |
| HB          | Tórshavn     | Gundadalur           | 5.000     |
| ÍF          | Fuglafjørður | Fuglafjørður Stadium | 3.000     |
| KÍ          | Klaksvík     | Við Djúpumýrar       | 4.000     |
| NSÍ         | Runavík      | Runavík Stadium      | 2.000     |
| TB          | Tvøroyri     | Við Stórá Stadium    | 4.000     |
| Vikingur    | Norðragøta   | Sarpugerði           | 3.000     |

### Ascensos y descensos
| Pos. | Ascendidos de 1. Deild 2020 |
| ---- | --------------------------- |
| 2    | 07 Vestur                   |
| 4    | B68                         |

| Pos. | Descendidos de Primera división 2020 |
| ---- | ------------------------------------ |
| 9    | AB                                   |
| 10   | Skála                                |

## Desarrollo

### Clasificación
| Pos. | Equipo      | Pts. | PJ | G  | E | P  | GF | GC | Dif. | Clasificación 2022–23                       |
| ---- | ----------- | ---- | -- | -- | - | -- | -- | -- | ---- | ------------------------------------------- |
| 1    | KÍ (C)      | 72   | 27 | 23 | 3 | 1  | 99 | 12 | +87  | Primera ronda de la Liga de Campeones       |
| 2    | HB          | 61   | 27 | 19 | 4 | 4  | 87 | 23 | +64  | Primera ronda de la Liga Europa Conferencia |
| 3    | Víkingur    | 60   | 27 | 18 | 6 | 3  | 59 | 27 | +32  | Primera ronda de la Liga Europa Conferencia |
| 4    | NSÍ         | 47   | 27 | 14 | 5 | 8  | 54 | 38 | +16  |                                             |
| 5    | B36         | 45   | 27 | 12 | 9 | 6  | 51 | 33 | +18  | Primera ronda de la Liga Europa Conferencia |
| 6    | 07 Vestur   | 28   | 27 | 8  | 4 | 15 | 36 | 74 | −38  |                                             |
| 7    | EB/Streymur | 25   | 27 | 7  | 4 | 16 | 28 | 52 | −24  |                                             |
| 8    | B68         | 25   | 27 | 7  | 4 | 16 | 33 | 66 | −33  |                                             |
| 9    | ÍF (D)      | 16   | 27 | 4  | 4 | 19 | 26 | 70 | −44  | Descenso a la 1. deild 2022                 |
| 10   | TB (D)      | 3    | 27 | 0  | 3 | 24 | 16 | 95 | −79  | Descenso a la 1. deild 2022                 |

 Fuente: FSF, Soccerway
Notas:
1. 1 2  El B36 obtuvo un cupo para la Liga Europa Conferencia 2022-23 tras proclamarse campeón de la Copa de Islas Feroe 2021.

### Resultados
| Local \ Visitante | B36 | EBS | HAV | KÍ  | NSÍ | TBT | TOF | VES | VÍK | ÍF  |
| ----------------- | --- | --- | --- | --- | --- | --- | --- | --- | --- | --- |
| B36 Tórshavn      |     | 2–1 | 2–4 | 0–0 | 1–1 | 3–0 | 0–0 | 1–1 | 1–1 | 2–2 |
| EB/Streymur       | 0–4 |     | 0–3 | 0–4 | 2–1 | 5–2 | 3–2 | 1–3 | 0–0 | 1–1 |
| HB Tórshavn       | 0–0 | 4–1 |     | 2–3 | 5–2 | 6–0 | 1–0 | 7–0 | 1–2 | 6–1 |
| KÍ                | 4–0 | 3–0 | 2–2 |     | 2–0 | 4–0 | 8–0 | 4–0 | 3–0 | 4–0 |
| NSÍ Runavík       | 4–2 | 3–0 | 0–0 | 0–3 |     | 3–0 | 4–3 | 1–1 | 1–1 | 3–0 |
| TB Tvøroyri       | 0–4 | 1–1 | 0–4 | 0–5 | 0–2 |     | 0–1 | 2–4 | 0–6 | 0–1 |
| B68 Toftir        | 1–3 | 2–1 | 0–6 | 0–4 | 1–2 | 2–2 |     | 1–2 | 0–6 | 3–1 |
| 07 Vestur         | 0–2 | 1–3 | 0–5 | 0–5 | 2–4 | 3–1 | 3–2 |     | 2–4 | 1–0 |
| Víkingur          | 1–0 | 3–1 | 2–1 | 1–2 | 2–1 | 1–0 | 3–1 | 4–1 |     | 5–1 |
| ÍF                | 0–5 | 2–1 | 0–2 | 1–4 | 1–1 | 3–1 | 0–1 | 3–1 | 1–2 |     |

| Local \ Visitante | B36 | EBS | HAV | KÍ  | NSÍ | TBT | TOF | VES | VÍK | ÍF  |
| ----------------- | --- | --- | --- | --- | --- | --- | --- | --- | --- | --- |
| B36 Tórshavn      |     | 3–2 | 2–2 |     |     |     | 2–1 |     | 2–0 | 5–0 |
| EB/Streymur       |     |     | 0–1 |     |     |     | 0–1 |     | 1–1 | 1–0 |
| HB Tórshavn       |     |     |     | 2–1 | 4–0 |     | 5–0 | 5–0 |     | 2–0 |
| KÍ                | 3–1 | 2–1 |     |     | 2–0 | 7–0 |     |     |     |     |
| NSÍ Runavík       | 2–0 | 4–0 |     |     |     | 7–2 |     | 2–0 | 0–2 |     |
| TB Tvøroyri       | 1–2 | 0–1 | 1–6 |     |     |     |     | 1–5 |     |     |
| B68 Toftir        |     |     |     | 0–5 | 0–1 | 6–1 |     |     | 2–2 | 2–0 |
| 07 Vestur         | 2–2 | 0–1 |     | 0–9 |     |     | 1–1 |     | 1–2 |     |
| Víkingur          |     |     | 3–1 | 1–1 |     | 1–0 |     |     |     | 3–2 |
| ÍF                |     |     |     | 1–5 | 2–5 | 2–2 |     | 1–2 |     |     |

## Goleadores
| Pos. | Jugador           | Club          | Goles |
| ---- | ----------------- | ------------- | ----- |
| 1    | Mikkel Dahl       | HB Tórshavn   | 27    |
| 2    | Páll Klettskarð   | KÍ Klaksvík   | 18    |
| 3    | Klæmint Olsen     | NSÍ Runavík   | 16    |
| 4    | Bubacarr Sumareh  | KÍ Klaksvík   | 14    |
| 5    | Andreas Olsen     | Víkingur Gøta | 13    |
| 6    | Jóannes Bjartalíð | KÍ Klaksvík   | 13    |